# エルネスト・ブーランジェ
エルネスト・アンリ・アレクサンドル・ブーランジェ（Ernest Henri Alexandre Boulanger 1815年9月16日 - 1900年4月14日）は、フランスのコミック・オペラの作曲家、指揮者。合唱音楽の作曲家、合唱団の支配人、声楽教師、声楽コンクールの審査員としてよりよく記憶に留められている。

## 生涯
ブーランジェはパリの音楽一家に生まれた。父のフレデリック・ブーランジェはチェリスト、パリ音楽院の歌唱の教授であった。1797年には音楽院でチェロの一等賞を獲得しており、サント・シャペルの所属であった。しかし、エルネストがまだ幼い子どもの頃に家族を残して出奔している。母のマリー＝ジュリー・アリニェはパリのオペラ＝コミック座で歌うメゾソプラノだった。エルネストはパリ音楽院時代にジャン＝フランソワ・ル・スュールとジャック・アレヴィの薫陶を受けた。シャルル＝ヴァランタン・アルカンにピアノを師事し、ダニエル＝フランソワ＝エスプリ・オベールとフェルディナン・エロルドにオペラ作曲の指導を仰いだ。
ブーランジェは19歳であった1835年にカンタータ『アチーユ』でローマ賞を獲得した。1842年にはコミック・オペラの作曲家、及び指揮者として名を馳せはじめる。1842年から1877年の間に、彼は計12作のコミック・オペラを生み出した。代表作である全3幕のオペラ『ドン・キホーテ』は1869年にリリック座で初演された。最も上演回数の多い作品であった1幕の『Les Sabots de la marquise』（侯爵の木靴）は1854年にオペラ・コミック座で初演された作品である。彼は1870年にレジオンドヌール勲章のシェヴァリエに叙され、1871年にパリ音楽院の声楽科の教授に就任する。1881年には芸術アカデミー会員に任命される。パリの文化人の集まりの中で、ブーランジェはシャルル・グノー、ジュール・マスネ、カミーユ・サン＝サーンス、William Bouwensと付き合った。
ブーランジェはサンクトペテルブルクで、41歳年下の妻ライッサ・ミチェツキー（旧姓：ミチェツカヤ 1856年-1935年）と出会った。彼女はミハイル2世の子孫にあたるロシアの公女であり、ブーランジェは彼女の歌唱の指導者であった。2人は1877年に結婚してパリへ移住、2女を儲けた。教師、作曲家となったナディアと、作曲家となったリリである。父と同様に娘たちもローマ賞に応募し、ナディアは1908年に2等賞、リリは1913年に1等賞を獲得している。

## 主要作品
- Le Moulin （1840年、ウジェーヌ・ド・プラナール（英語版）のリブレット）
- Le Diable à l'École （1842年、ウジェーヌ・スクリーブのリブレット）
- Les Deux Bergères （1843年）
- Une voix （1845年、アルフレッド・バヤール、シャルル・ポトロンのリブレット）
- La Cachette （1847年）
- Le 15 août aux champs （1852年、ミシェル・カレ（英語版）のリブレット）
- Les Sabots de la Marquise （1854年、ミシェル・カレとジュール・バルビエ（英語版）のリブレット）
- L'Éventail （1860年、ミシェル・カレとジュール・バルビエのリブレット）
- Don Quichotte (1869年、ミシェル・カレとジュール・バルビエのリブレット）
- Don Mucarade （1875年、ミシェル・カレとジュール・バルビエのリブレット）